# Leonid Daniluk
Leonid Siemionowicz Daniluk (ros. Леонид Семёнович Данилюк, ur. 3 maja 1919 we wsi Studienka w obwodzie mohylewskim, zm. 24 września 1986 w Bychowie) – radziecki wojskowy, podpułkownik, Bohater Związku Radzieckiego (1945).

## Życiorys
Był narodowości białoruskiej. Skończył 10 klas szkoły i Mohylewski Instytut Pedagogiczny, pracował jako dyrektor szkoły średniej, od października 1939 służył w Armii Czerwonej, w 1941 ukończył szkołę artyleryjską w Tbilisi. Od sierpnia 1941 uczestniczył w wojnie z Niemcami, od 1942 należał do WKP(b), 19 kwietnia 1945 jako dowódca 1822 pułku 1 Korpusu Zmechanizowanego 2 Gwardyjskiej Armii Pancernej 1 Frontu Białoruskiego wyróżnił się w walkach o Bernau bei Berlin. 
W 1955 został przeniesiony do rezerwy w stopniu podpułkownika. Jego imieniem nazwano szkołę.

## Odznaczenia
- Złota Gwiazda Bohatera Związku Radzieckiego (31 maja 1945)
- Order Lenina
- Order Czerwonego Sztandaru (trzykrotnie)
- Order Wojny Ojczyźnianej I klasy (dwukrotnie)
- Order Wojny Ojczyźnianej II klasy

I medale.